# Eucalyptus punctata

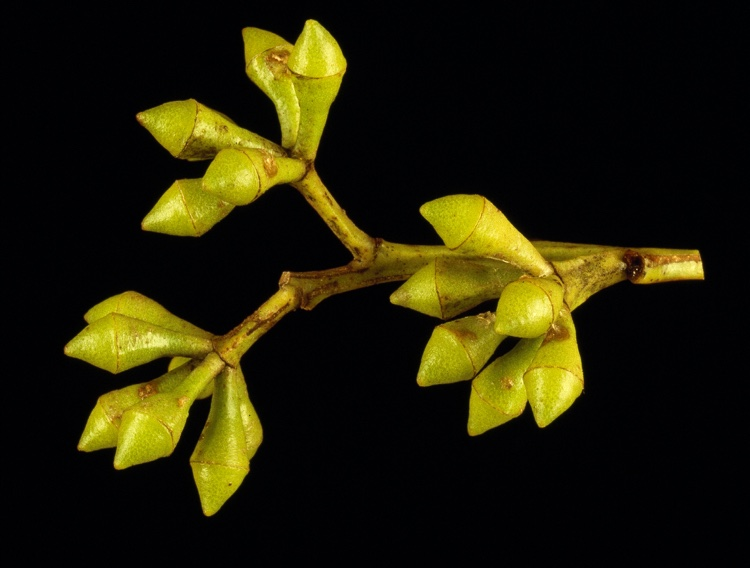
Gomos de flores.

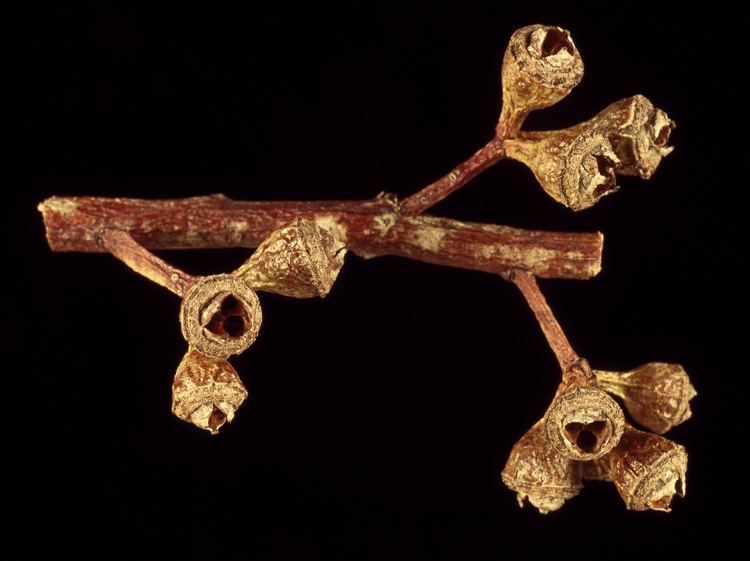
Frutos.

Eucalyptus punctata é uma árvore de pequeno a médio porte, endêmica do leste da Austrália. Possui casca cinza lisa que se desprende em manchas, folhas adultas em forma de lança, curvadas ou em forma de ovo, gomos de flores em grupos de sete, flores brancas e frutos hemisféricos ou em forma de xícara. Suas folhas são um dos alimentos preferidos do coala.

## Descrição
Eucalyptus punctata é uma árvore que normalmente atinge uma altura de 35 m e forma um lignotúber. Sua casca é lisa, cinza, marrom ou creme, que se desprende em manchas. As plantas jovens e a rebrota da talhadia têm folhas verdes opacas que são mais pálidas na superfície inferior, em forma de ovo ou de lança, com 55 a 115 mm de comprimento e 15 a 35 mm de largura e pecioladas. As folhas adultas são verde-escuras brilhantes, mais pálidas na superfície inferior, em forma de lança ou curvadas até a forma de ovo, com 60 a 180 mm de comprimento e 14 a 37 mm de largura, afinando para um pecíolo de 13 a 26 mm de comprimento. Os gomos de flores estão dispostos nas axilas das folhas em grupos de sete em um pedúnculo não ramificado de 10 a 20 mm de comprimento, os gomos individuais em pedicelos de 2 a 8 mm de comprimento. Os gomos maduros são ovais, com 6 a 9 mm de comprimento e 4 a 9 mm de largura, com um opérculo cônico a arredondado. A floração ocorre de dezembro a março e as flores são brancas. O fruto é uma cápsula lenhosa, em forma de xícara ou hemisférica, com 4 a 9 mm de comprimento e 6 a 10 mm de largura.

## Taxonomia
O Eucalyptus punctata foi descrito formalmente pela primeira vez em 1828 pelo naturalista suíço Augustin Pyrame de Candolle em seu livro Prodromus Systematis Naturalis Regni Vegetabilis. O epíteto específico (punctata) vem do adjetivo em latim punctatus, que significa “pontilhado” e se refere às glândulas de óleo, que dão às folhas uma aparência pontilhada.
Ela faz parte de um grupo de espécies relacionadas conhecidas coletivamente como gomíferas cinzentas de frutos grandes encontradas no leste da Austrália, sendo as outras a E. longirostrata [en] do leste de Queensland, a E. biturbinata [en] da região da Nova Inglaterra e a E. canaliculata [en] das proximidades de Gloucester e Dungog no centro-norte de Nova Gales do Sul.

## Distribuição e habitat
O Eucalyptus punctata ocorre nas cordilheiras e nas áreas costeiras próximas de Gympie [en], em Queensland, até Nowra, em Nova Gales do Sul, mais comumente nos tipos de solo da zona de transição entre arenito e xisto.
Ela cresce em florestas esclerófilas altas e abertas, associada a espécies como Corymbia gummifera [en], Corymbia intermedia [en], Corymbia maculata, Eucalyptus globoidea [en], Eucalyptus piperita [en], Eucalyptus pilularis [en], Eucalyptus melliodora [en], Eucalyptus cypellocarpa [en], Eucalyptus crebra [en],  Eucalyptus paniculata, Eucalyptus umbra [en], Eucalyptus acmenoides [en] e espécies de maçãs do gênero Angophora.

## Ecologia
O Eucalyptus punctata se regenera ao crescer novamente a partir da base e dos galhos após um incêndio florestal. As árvores vivem por mais de cem anos. A raposa-voadora-de-cabeça-cinzenta [en] (Pteropus poliocephalus) come as flores, enquanto as folhas são a base da dieta do coala (Phascolarctos cinereus). As folhas no inverno contêm menos nitrogênio do que as do verão, o que os coalas compensam comendo mais nos meses de inverno. O papa-mel-de-cabeça-parda (Melithreptus brevirostris) e o papa-mel-de-tufos-amarelos [en] (Lichenostomus melanops) foram observados comendo exsudato de goma dos caules. O trabalho de campo em vários locais na região central de Nova Gales do Sul mostrou que o  papa-mel-de-barbela-vermelha (Anthochaera carunculata) e o pássaro-monge-barulhento [en] (Philemon corniculatus) preferiam forragear na folhagem do Eucalyptus punctata em vez de outras árvores, com o primeiro parecendo expulsar o segundo se ambas as espécies estivessem presentes.

## Usos
A madeira é muito dura e durável e é usada em construções. A casca multicolorida do Eucalyptus punctata, que aparece de tempos em tempos, dá à árvore um certo apelo hortícola e tem aplicações potenciais em grandes parques, reservas e campos.

## Galeria
Features of the grey gum (Eucalyptus punctata)
- Folhas adultas
- Gomos de flores
- Frutos
- Casca do tronco
- Casca do galho superior